# Walter Burley
Walter Burley (eller Burleigh, latiniserat Gualterus Burlæus), född omkring 1275 i Burley in Wharfedale, död omkring 1345, var en engelsk filosof.
Burley studerade i Paris och Oxford. Han tillhörde Duns Scotus mest betydande lärjungar och bekämpade Ockhams nominalism. Bevarade är ett ansenligt antal skrifter, både av logiskt, naturfilosofiskt och etiskt innehåll, som visar omfattande lärdom och klart tänkande och vilka är av stor betydelse för den medeltida filosofins historia.